# Serenata alla luna
Serenata alla luna (The Neon Bible) è un film del 1995 diretto da Terence Davies.
Il film è basato sul romanzo La Bibbia al neon, libro scritto da John Kennedy Toole quando aveva sedici anni.

## Trama
Un bambino vive in Georgia negli anni '40 ed è molto legato a sua zia, una cantante sognatrice che non vede di buon occhio gli altri componenti della famiglia, molto religiosi. Ad un certo punto, dopo la morte del padre e con l'aggravarsi della malattia mentale della madre, il ragazzo deve crescere facendo i conti anche con la partenza della zia.